# Duraluminium

Del av binärt fasdiagram av aluminium-koppar; sammanställning av duraluminium är angiven.

Duraluminium eller duralumin är en härdbar aluminiumlegering som består av 3,5-5,5% koppar och 0,5–0,8% mangan, 0,5% magnesium och resten aluminium. 
Duraluminium har något sämre styrka än stål, men betydligt lägre densitet och används till stor del av flygindustrin. Duraluminium uppfanns och patenterades av Wilm år 1911.
Duraluminium härdar enbart om det kyls snabbt från en temperatur något över 500 °C. Draghållfasthet upp till 455 MPa.